# Hermann Butzer
Hermann Butzer (* 14. März 1961 in Dortmund) ist ein deutscher Rechtswissenschaftler und seit 2018, als Mitglied des Niedersächsischen Staatsgerichtshofes, einer von neun Verfassungsrichtern des Landes Niedersachsen.

## Werdegang
Von 1967 bis 1980 besuchte Butzer zwei Grundschulen und das Stadtgymnasium Dortmund. Nach dem Abitur leistete er den Grundwehrdienst beim Fallschirmjäger-Bataillon 271 in Iserlohn. Ab 1981 studierte er Rechtswissenschaft an den Universitäten Passau (1981–1982), Bonn (1982–1984), München (1984–1985) und wieder Bonn (1985–1987). 1982 wurde er Mitglied des Corps Guestphalia Bonn. 1987 legte er die Erste Juristische Staatsprüfung vor dem Justizprüfungsamt beim Oberlandesgericht Köln ab. 1991 promovierte er an der Ruhr-Universität Bochum zum Dr. iur. Nachdem er 1992 die Zweite Juristische Staatsprüfung vor dem Landesjustizprüfungsamt Nordrhein-Westfalen bestanden hatte, wurde er 1993 Wissenschaftlicher Assistent bei Friedrich Eberhard Schnapp am Lehrstuhl für Öffentliches Recht, Staats- und Verwaltungsrecht mit besonderer Berücksichtigung des Sozialrechts. Im selben Jahr gehörte er mit Klaus Haack zu den Wiedergründern des Corps Guestfalia Greifswald. Mit einem Habilitandenstipendium der Deutschen Forschungsgemeinschaft untersuchte er von 1995 bis 1998 die Freiheitsrechtlichen Grenzen der Steuer- und Sozialabgabenlast. Die Arbeit wurde 1999 mit dem Rotary-Universitätspreis der Ruhr-Universität Bochum ausgezeichnet. Im Juni 2000 habilitierte er sich. Er erhielt die Venia legendi für Staats- und Verwaltungsrecht einschließlich Sozialrecht und Verfassungsgeschichte der Neuzeit. Ab dem Wintersemester 2000/2001 nahm er Lehrstuhlvertretungen in Greifswald, Bonn, Erfurt und Hannover wahr. Rufe aus Greifswald und Mainz lehnte er ab. Am 1. Januar 2003 folgte er dem Ruf der Universität Hannover auf den Lehrstuhl für Öffentliches Recht, insbesondere für das Recht der staatlichen Transfersysteme. Im Januar 2010 gründete er mit Veith Mehde, Bernhard Blanke, Marian Döhler und Andreas Wagener das Institut für Staatswissenschaft. Er ist Mitglied der Vereinigung für Verfassungsgeschichte.

## Ehrenämter
Im März 2006 wählte ihn der Niedersächsische Landtag zum stellvertretenden Mitglied des Niedersächsischen Staatsgerichtshofs und berief ihn für sieben Jahre als Ehrenrichter. Seit dem 1. September 2018 ist dort ordentliches Mitglied. Vom 1. April 2011 bis zum 31. März 2013 war er Dekan von Hannovers Juristischer Fakultät. Seit 2012 ist er Vorstands- und Beiratsvorsitzender des Stiftervereins Alter Corpsstudenten.

## Auszeichnungen
- Wilhelm-Hollenberg-Universitätspreis der Ruhr-Universität Bochum
- Wissenschaftspreis des Deutschen Bundestages (1993)
- Klinggräff-Medaille (1993)
- Rotary-Universitätspreis der Ruhr-Universität Bochum (1999)[10]
- Gorgias-Wanderpreis für Rhetorik und Didaktik der Juristischen Fakultät der Leibniz-Universität Hannover (2006)[11]

## Schriften
- Immunität im demokratischen Rechtsstaat. Verfassungsgrundlagen und Parlamentspraxis des Deutschen Bundestages. Duncker & Humblot, Berlin 1991 (zugleich: Dissertation).
- Freiheitsrechtliche Grenzen der Steuer- und Sozialabgabenlast. Der Halbteilungsgrundsatz des Bundesverfassungsgerichts im Spannungsfeld von Globalisierung, Freiheitsrechten und Sozialstaatlichkeit. Duncker & Humblot, Berlin 1999.
- Diäten und Freifahrt im Deutschen Reichstag. Der Weg zum Entschädigungsgesetz von 1906 und die Nachwirkung dieser Regelung bis in die Zeit des Grundgesetzes. Droste, Düsseldorf 1999.
- Fremdlasten in der Sozialversicherung. Zugleich ein Beitrag zu den verfassungsrechtlichen Vorgaben für die Sozialversicherung. Mohr Siebeck, Tübingen 2001 (zugleich: Habil.-Schrift).
- mit Volker Epping: Arbeitstechnik im öffentlichen Recht. Vom Sachverhalt zur Lösung. Methodik – Technik – Materialerschließung. 3. Aufl. Boorberg, Stuttgart 2006.
- mit Anna-Lena Hollo: Die verfassungsrechtliche Zulässigkeit einer signifikanten Erhöhung des Bundeszuschusses an die Gesetzliche Rentenversicherung. Duncker & Humblot, Berlin 2017.